# بریتیش ریل کلاس ۳۷۴
بریتیش ریل کلاس ۳۷۴ (انگلیسی: British Rail Class 374) یک قطار خودگرانشی الکتریکی تندرو ساخت شرکت زیمنس آلمان است.
این قطار که در خطوط راه‌آهن یورواستار مورد استفاده قرار می‌گیرد دارای ۴۰۰ متر طول، ۱۶ مگاوات توان خروجی و سرعت نهایی ۳۲۰ کیلومتر در ساعت در هنگام جابه‌جایی مسافر است.

## نگارخانه

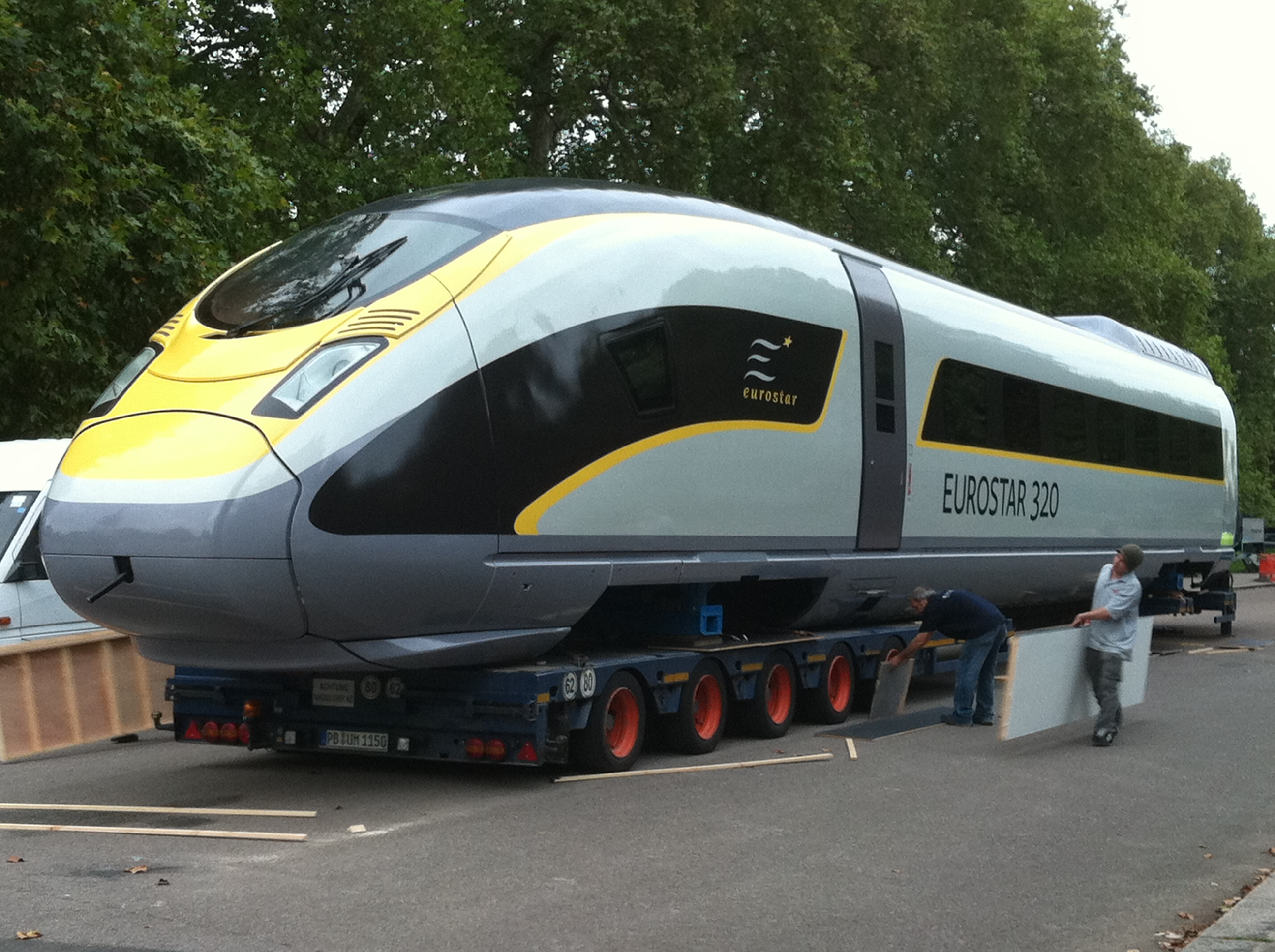
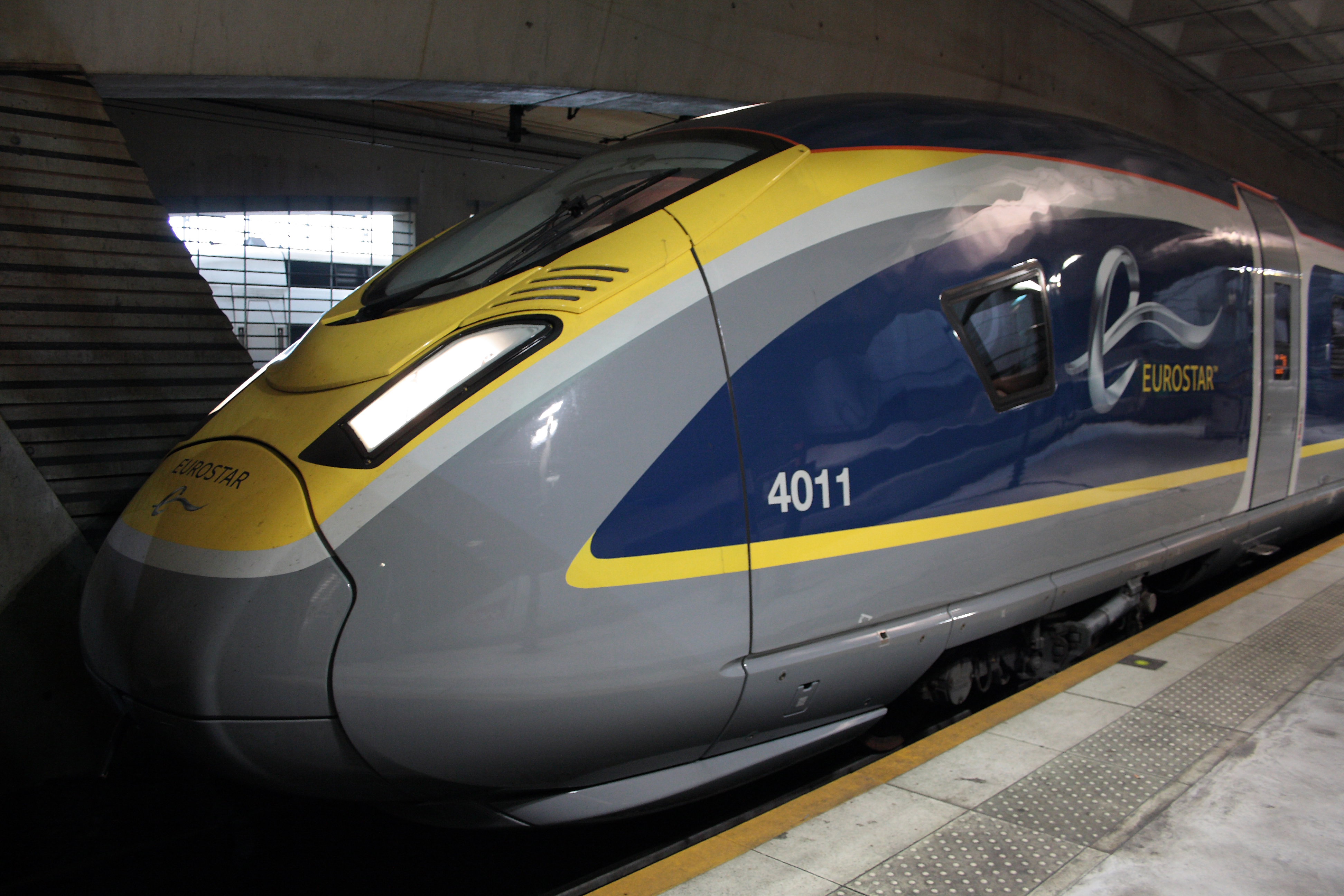